# اچ‌ام‌اس استریکر (دی۱۲)
اچ‌ام‌اس استریکر (دی۱۲) (به انگلیسی: HMS Striker (D12)) یک کشتی بود که طول آن ۴۹۱ فوت ۶ اینچ (۱۴۹٫۸۱ متر) بود. این کشتی در سال ۱۹۴۲ ساخته شد.